# Massilia (bacteria)
Massilia es un género de bacterias gramnegativas de la familia Oxalobacteraceae. Fue descrito en el año 2000. Su etimología hace referencia a Massilia, el nombre romano de la ciudad de Marsella, Francia. Son bacterias aerobias y móviles. Se han aislado de múltiples ambientes, desde suelos, zonas gélidas como glaciares y la Antártida, zonas desérticas, agua dulce, plantas y del aire. Algunas especies, como M. timonae, M. consociata, M. haematophila, M. oculi y M. varians se han relacionado con infecciones humanas, aunque son casos poco frecuentes.

## Infecciones humanas

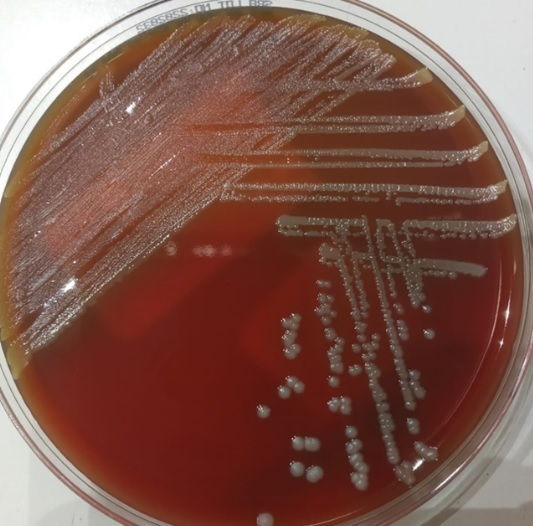
Massilia timonae en agar sangre

Sólo unas pocas especies se han relacionado con infecciones en humanos: M. timonae, M. consociata, M. haematophila, M. oculi y M. varians. Principalmente se han descrito casos de bacteriemia, aunque también de forma anecdótica otras infecciones como linfadenopatía o infecciones oculares. Algunas de ellas se pueden identificar por MALDI-TOF, y son sensibles a la mayoría de antibióticos.  

## Taxonomía
Actualmente (2023) contiene 61 especies descritas. En un estudio taxonómico, se reubicaron dentro del género Massilia todas las especies que anteriormente pertenecían al género Naxibacter. Las especies actuales del género Massilia son las siguientes:
- M. aerilata
- M. agilis
- M. agri
- M. albidiflava
- M. alkalitolerans
- M. antarctica
- M. aquatica
- M. arenae
- M. arenosa
- M. armeniaca
- M. arvi
- M. atriviolacea
- M. aurea
- M. brevitalea
- M. buxea
- M. cavernae
- M. chloroacetimidivorans
- M. consociata
- M. dura
- M. eburnea
- M. eurypsychrophila
- M. flava
- M. forsythiae
- M. frigida
- M. ginsengisoli
- M. glaciei
- M. guangdongensis
- M. haematophila
- M. horti
- M. jejuensis
- M. kyonggiensis
- M. lurida
- M. lutea
- M. mucilaginosa
- M. namucuonensis
- M. neuiana
- M. niabensis
- M. niastensis
- M. norwichensis
- M. oculi
- M. phosphatilytica
- M. pinisoli
- M. plicata
- M. polaris
- M. psychrophila
- M. puerhi
- M. putida
- M. rhizosphaerae
- M. rivuli
- M. rubra
- M. soli
- M. solisilvae
- M. suwonensis
- M. terrae
- M. tieshanensis
- M. timonae
- M. umbonata
- M. varians
- M. violacea
- M. violaceinigra
- M. yuzhufengensis